# Gullbergs fästning
Gullbergs fästning, Gullbergs hus och Gullbergs skans var benämningar på försvarsanläggningar belägna på den branta klippan Gullberg i sankmarkerna vid Göta älvs södra strand strax väster om Säveåns och Gullbergsåns mynning i älven, och strax öster om nuvarande Göteborgs stadskärna. På samma klippa byggdes under 1680-talet Skansen Lejonet. Mycket lite återstår av Skansen Lejonets föregångare.

## Gullbergs befästningar

### Gullbergs hus

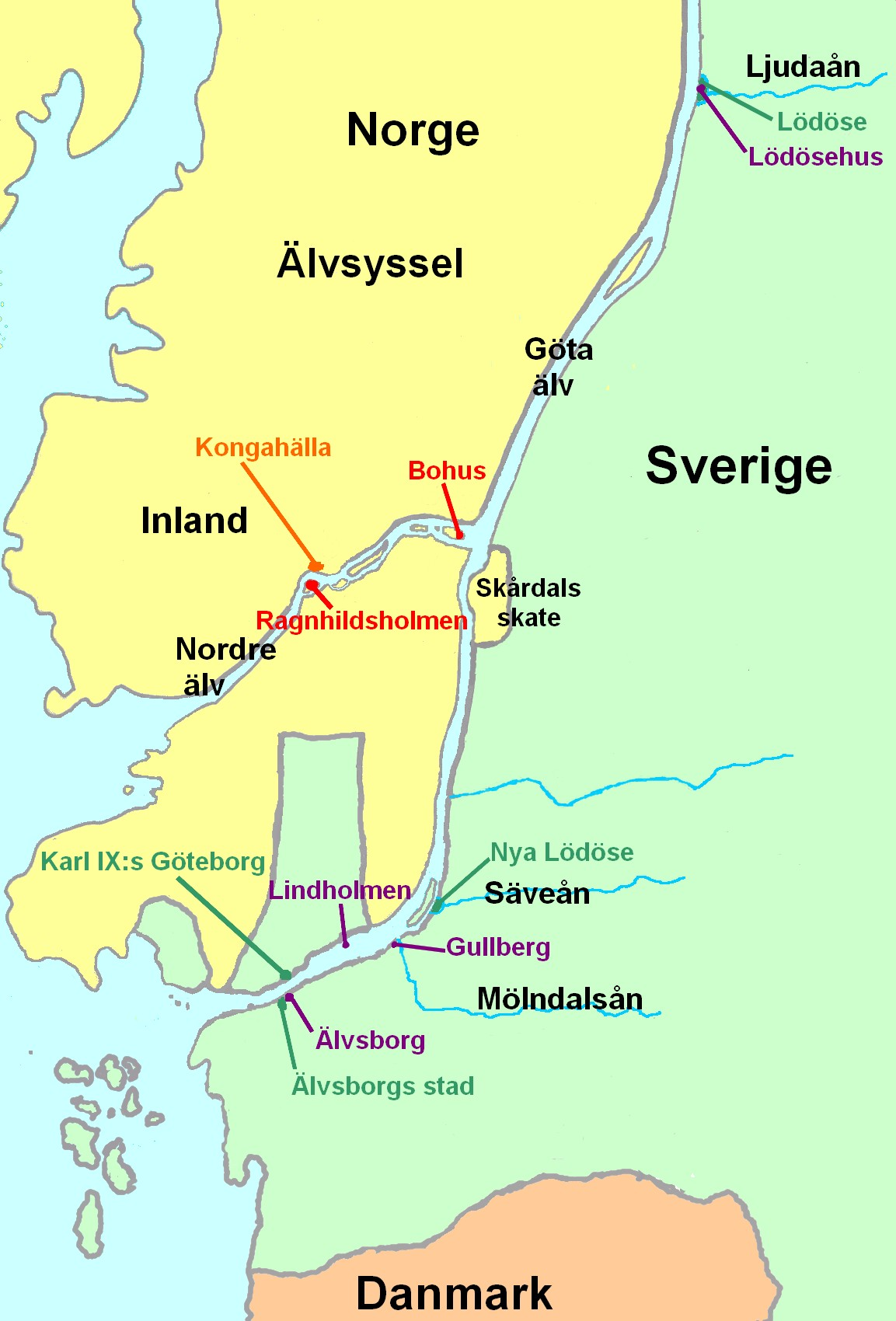
Karta över gränslinjer, medeltida borgar och städer i Göta älvs mynning fram till 1620 Rött: Norska borgar, Orange: Norska städer, Lila: Svenska borgar, Grönt: Svenska städer

I de isländska sagorna, till exempel Heimskringla, berättas om flera möten mellan svenska, norska och danska kungar i området runt Göta älvs mynning från cirka år 1000 och framåt. Men inom modern historieforskning anses inte svensk kungamakt ha kontrollerat någon del av älvmynningen förrän tidigast under 1200-talets första hälft. I Håkon Håkonssons saga nämns tretton regentmöten vid Göta älv under perioden 1241-1263, för det mesta mellan Norges kung Håkon Håkonsson, och svenske Birger Jarl. Vid två tillfällen, 1254 och 1263, anges mötesplatsen till Lindholmen-Gullbergshed, men inga befästningar nämns på dessa platser.
Enligt Erikskrönikan lät kung Birger Magnusson anlägga borgen Gullbergs hus cirka år 1304. En trolig anledning till borgbygget, var att säkra kontrollen över älvmynningen, sedan konflikten med bröderna Erik och Valdemar utvecklats till inbördeskrig, och Erik behärskade den näraliggande norska borgen Ragnhildsholmen. Under 1330-talet vistas kung Magnus Eriksson ofta på den nya borgen Lindholmen, på norra stranden av Göta älv, men Gullbergs hus nämns inte mera i samtida källor. 

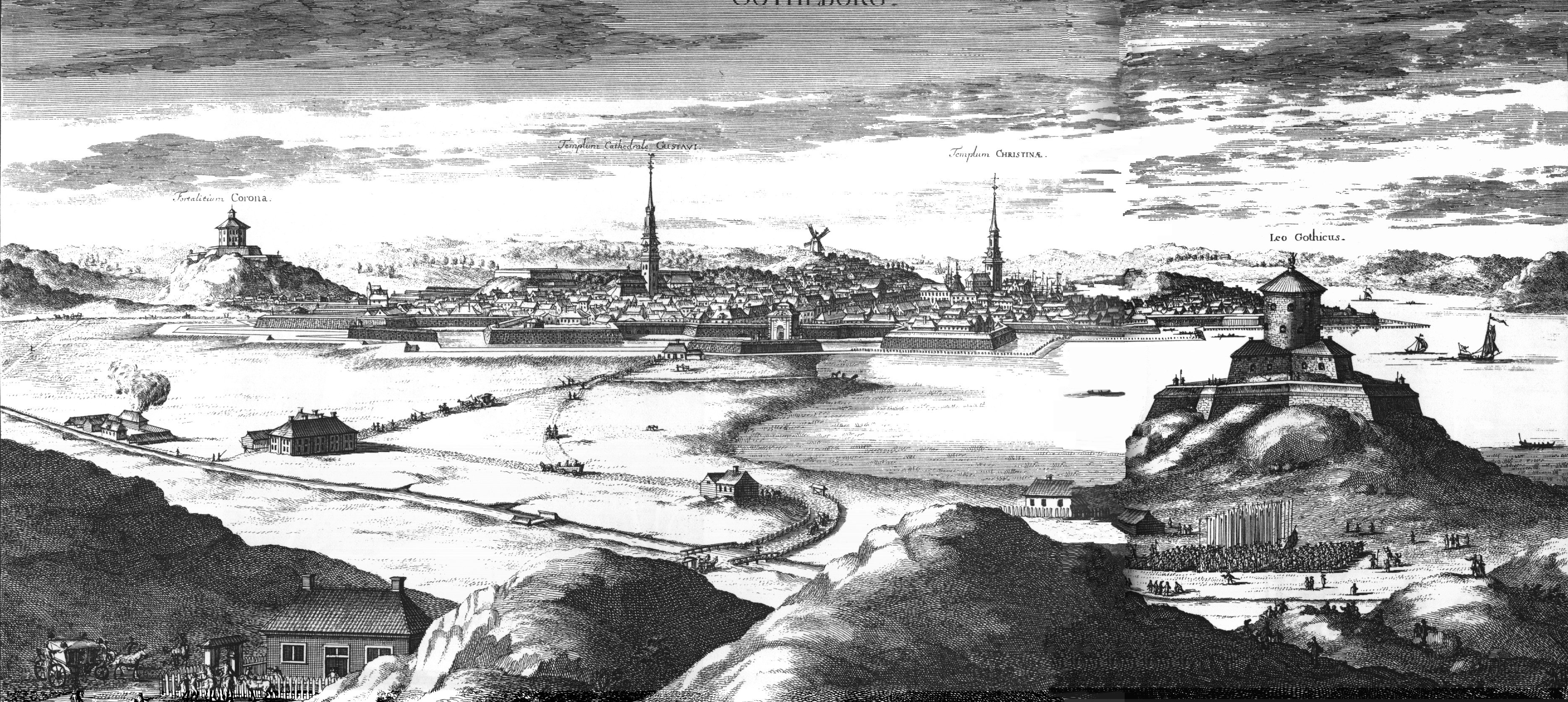
Gravyr av Göteborg från Erik Dahlberghs Suecia antiqua et hodierna 1690-1710. I förgrunden ses Gullberget med Skansen Lejonet som här kallas Leo Gothicus.

Då danskarna 1455 erövrat den närbelägna fästningen Älvsborg, byggde marsken Tord Bonde en skans på Gullberget som stöd till de svenska belägrarna. År 1469 återuppbyggdes skansen av Karl Knutsson (Bonde), men belägringen av Älvsborg avbröts och skansen på Gullberget övergavs när en dansk undsättningsstyrka anlände.
Under Gustav Vasas befrielsekrig befästes Gullberg 1522, men brändes redan följande år av danskarna. Fästningen återuppfördes senare av Gustav Vasa och förstärktes av Erik XIV och från 1569, då det omgavs med vallar och gravar samt ett utanverk av palissader, av Johan III genom byggmästaren Ludvig von Hoffwen, vilken 1570 på kungens befallning gjorde plan en till en fast stad vid Gullberg. Stadsplanen godkändes 1571, och staden utstakades, men byggdes aldrig.
Befästningsarbetena fortsatte 1574–77 under ledning av J. B. Paar och avslutades på 1580-talet. 1603 grundade Karl IX vad som kommit att kallas Karl IX:s Göteborg och som ses som en av föregångarna till Göteborg. Kungen gav byggmästare Hans Fleming att staka ut staden och bygga om Gullberg men fästningen hann inte komma i fullt försvarsstånd innan danska trupper invaderade 1611. Den 27 januari 1612 stormades Gullberg av danskarna men fästningen försvarades med framgång av Mårten Krakow och hans hustru Emerentia Pauli. Senare samma år föll fästningen emellertid i fiendens händer, raserades och skulle genom freden i Knäred återlämnas till Sverige, men detta skedde ej förrän 1619, då Älvsborgs lösen var betald.
Sedermera färdigbyggdes Gullberg och efter Karl X Gustavs krig mot Danmark förstärktes det med en redutt vid Gullbergsbro. Vid Karl XI:s besök 1673 befanns Gullberg vara för trångt och avlägset och man beslöt att det borde läggas ned, men när kriget bröt ut 1675 besattes det ändå, och 1677 ville Erik Dahlbergh sätta det i fullt försvarsstånd. 1686 fastställdes emellertid en ritning till en ny befästning på Gullberget, vars gamla fäste då revs och 1687 började Skansen Lejonet uppföras på Gullberget.